# 1995 у футболі
Нижче наведені футбольні події 1995 року у всьому світі.

## Засновані клуби
- Лос-Анджелес Гелаксі (США)
- Нью-Йорк Ред Буллз (США)

## Національні чемпіони
- Англія: Блекберн Роверз
- Аргентина
  - Клаусура: Сан-Лоренсо де Альмагро
  - Апертура: Велес Сарсфілд
- Бразилія: Ботафого
- Італія: Ювентус
- Іспанія: Реал Мадрид
- Нідерланди: Аякс (Амстердам)
- Німеччина: Боруссія (Дортмунд)
- Парагвай: Олімпія (Асунсьйон)
- Португалія: Порту
- Україна: Динамо (Київ)
- Франція: Нант